# Omloop Het Nieuwsblad 2014
L'Omloop Het Nieuwsblad 2014 va ser la 69a edició de l'Omloop Het Nieuwsblad. Es disputà l'1 de març de 2014 sobre un recorregut de 198 km amb sortida i arribada a Gant. La cursa formava part de l'UCI Europa Tour amb una categoria 1.HC.
La cursa es disputà sota forts aiguats i vent i el vencedor final fou l'anglès Ian Stannard (Team Sky), que s'imposà a l'esprint al seu company d'escapada, Greg Van Avermaet (BMC Racing Team). Completà el podi el noruec Edvald Boasson Hagen, company d'equip al Sky.

## Equips
L'organització convidà a prendre part en la cursa a onze equips World Tour i deu equips continentals professionals:
- equips World Tour: AG2R La Mondiale, Belkin Pro Cycling Team, BMC Racing Team, Team Europcar, FDJ, Garmin-Sharp, Giant-Shimano, Team Katusha, Lotto-Belisol, Omega Pharma-Quick Step, Team Sky
- equips continentals professionals: GW Erco Shimano, Bretagne-Séché Environnement, CCC Polsat Polkowice, Cofidis, IAM Cycling, MTN Qhubeka, NetApp-Endura, RusVelo, Topsport Vlaanderen-Baloise, Wanty-Groupe Gobert

## Classificació final
|    | Cilista                    | Equip                   | Temps      |
| -- | -------------------------- | ----------------------- | ---------- |
| 1  | Ian Stannard (GBR)         | Team Sky                | 4h 49' 55" |
| 2  | Greg Van Avermaet (BEL)    | BMC Racing Team         | m. t.      |
| 3  | Edvald Boasson Hagen (NOR) | Team Sky                | + 24"      |
| 4  | Sep Vanmarcke (BEL)        | Belkin Pro Cycling Team | + 24"      |
| 5  | Niki Terpstra (NED)        | Omega Pharma-Quick Step | + 24"      |
| 6  | Jempy Drucker (LUX)        | Wanty-Groupe Gobert     | + 1' 34"   |
| 7  | Taylor Phinney (USA)       | BMC Racing Team         | + 1' 34"   |
| 8  | Dries Devenyns (BEL)       | Giant-Shimano           | + 1' 34"   |
| 9  | Egoitz García (ESP)        | Cofidis                 | + 1' 34"   |
| 10 | Arnaud Démare (FRA)        | FDJ                     | + 1' 34"   |